# Łystwynne
Łystwynne (ukr. Листвинне, ros. Лиственное, Listwiennoje) – wieś na Ukrainie, w Autonomicznej Republice Krymu (de iure stanowiącej integralną część państwa ukraińskiego, w 2014 anektowanej przez Rosję i odtąd funkcjonującej jako Republika Krymu), w rejonie nyżniohirskim. W 2001 liczyła 628 mieszkańców, wśród których 22 wskazało jako ojczysty język ukraiński, 605 rosyjski, a 1 inny. Według spisu ludności przeprowadzonego przez okupacyjne władze rosyjskie populacja wsi w 2014 wynosiła 549 osób.